# 고담바 로티
고담바 로티(싱할라어: ගෝදම්බ රොටී) 또는 비추 파로타(타밀어: வீச்சு பரோட்டா)는 스리랑카와 남인도의 납작빵이다. 비추 로티(타밀어: வீச்சு ரொட்டி)나 실론 파로타(타밀어: சிலோன் பரோட்டா)로도 불린다. 흔히 코투 로티를 만드는 데 쓰인다.

## 이름
싱할라어 "고담바 로티(ගෝදම්බ රොටී)"는 "밀빵, 밀 로티"라는 뜻이다. "고담바(ගෝදම්බ)"는 "밀"을, "로티(රොටී)"는 "빵"을 뜻한다.
타밀어 "비추 파로타/로티(வீச்சு பரோட்டா/ரொட்டி)"는 "던진 파로타/로티"라는 뜻이다. "비추(வீச்சு)"는 "던지다, 치다"를 뜻하는 말이며, 여기서는 빵 반죽을 던지거나 쳐서 얇게 펴는 것을 가리킨다. "파로타(பரோட்டா)"는 남인도의 납작빵 종류이다. "실론(சிலோன்)"은 스리랑카의 다른 이름이다.

## 만들기
밀가루, 물, 소금을 넣어 만든 반죽을 동글동글하게 굴려 기름에 담가 둔다. 반죽이 말랑말랑해지면 얇게 펴고, 접어서 타바에 굽는다.

## 같이 보기
- 로티 차나이
- 코투 로티